# Mark Mueller
Mark Mueller (né le 11 juillet 1957) est un auteur-compositeur américain. Né dans la Bay Area en Californie et diplômé de l'Université de Californie à Berkeley, il vit et travaille maintenant à Los Angeles, toujours en Californie.

## Carrières
Il a gagné à deux reprises les prix pop ASCAP pour avoir écrit une des chansons les plus interprétées de l'année.
Pour son travail à la télévision, Mark est le récipiendaire de deux nominations aux Emmy, toutes les deux dans la catégorie des « Outstanding Achievement in Music and Lyrics. » (réalisation exceptionnelle de la musique et des paroles en français). Mueller a écrit les paroles et la chansons thème des séries télévisées animées La Bande à Picsou (1987)  et Tic et Tac, les rangers du risque, ainsi que dans le redémarrage de La Bande à Picsou (2017).
Mueller et sa chanson thème de La Bande à Picsou ont fait l'objet de la page de couverture du magazine Vanity Fair relatant sa carrière dans la musique pop et son expérience dans l'écriture de la chanson.

## Prix
| Année | Catégorie                                                      | Chanson               | Résultats |
| ----- | -------------------------------------------------------------- | --------------------- | --------- |
| 1983  | Primetime Emmy Award for Outstanding Original Music and Lyrics | Quincy's Wedding Song | Nommé     |
| 1991  | Primetime Emmy Award for Outstanding Original Music and Lyrics | Bittersweet Waltz     | Nommé     |